# Tchynadiïovo
Tchynadiïovo (ukrainien : Чинадієвe ou ukrainien : Чинадієво) est une commune urbaine de l'oblast de Transcarpatie, en Ukraine. Elle compte 6 762 habitants en 2021.

## lieux culturels

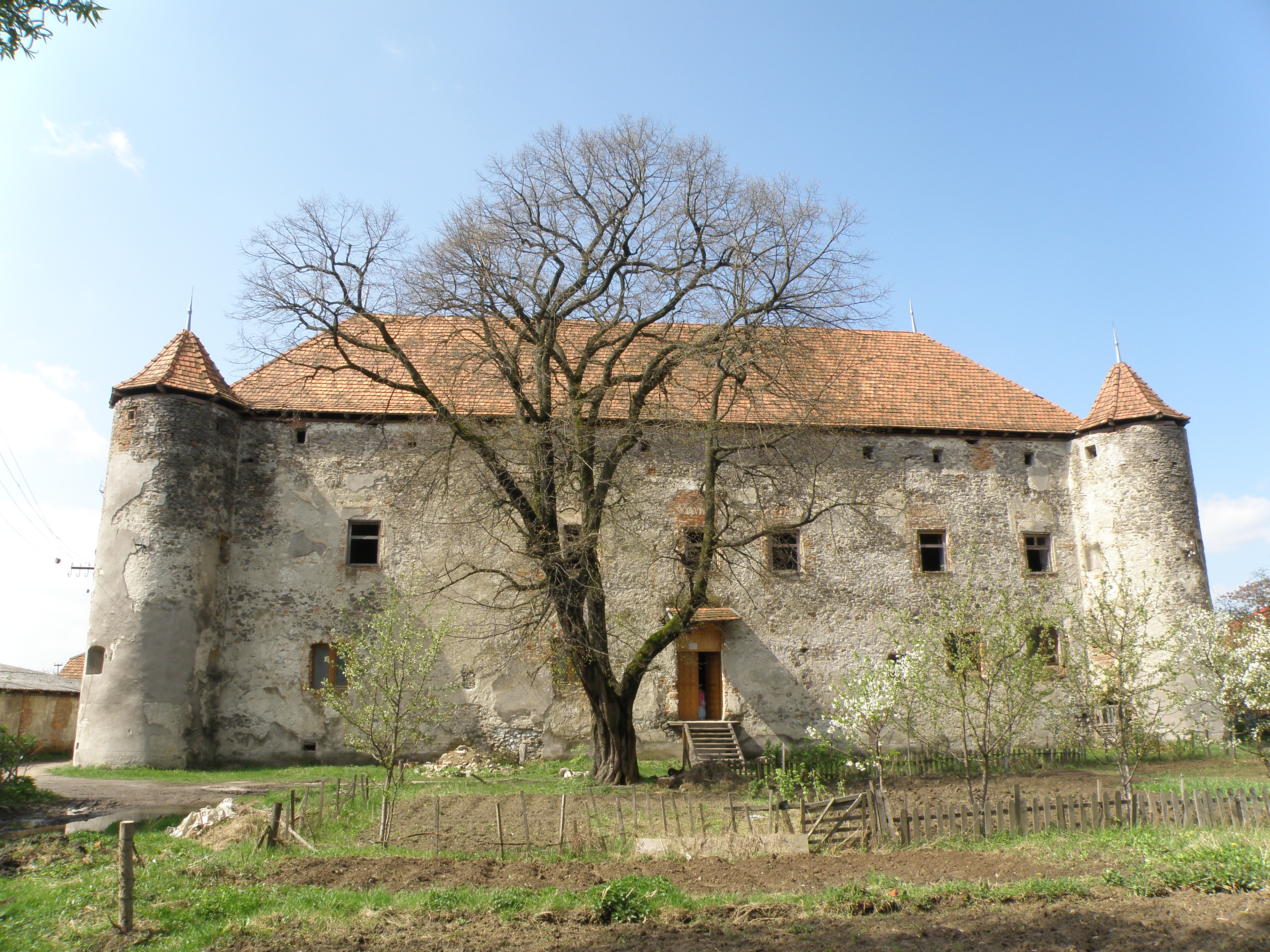
château de Tchinadiïvskiy, classé[2],
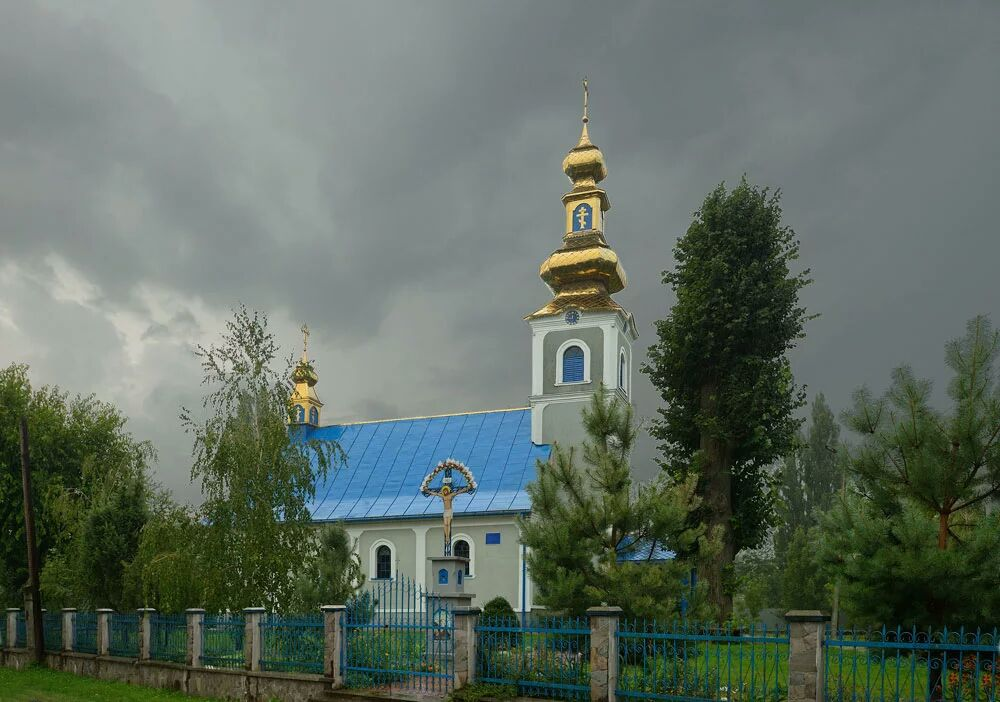
église st-Nicolas, classée[3].
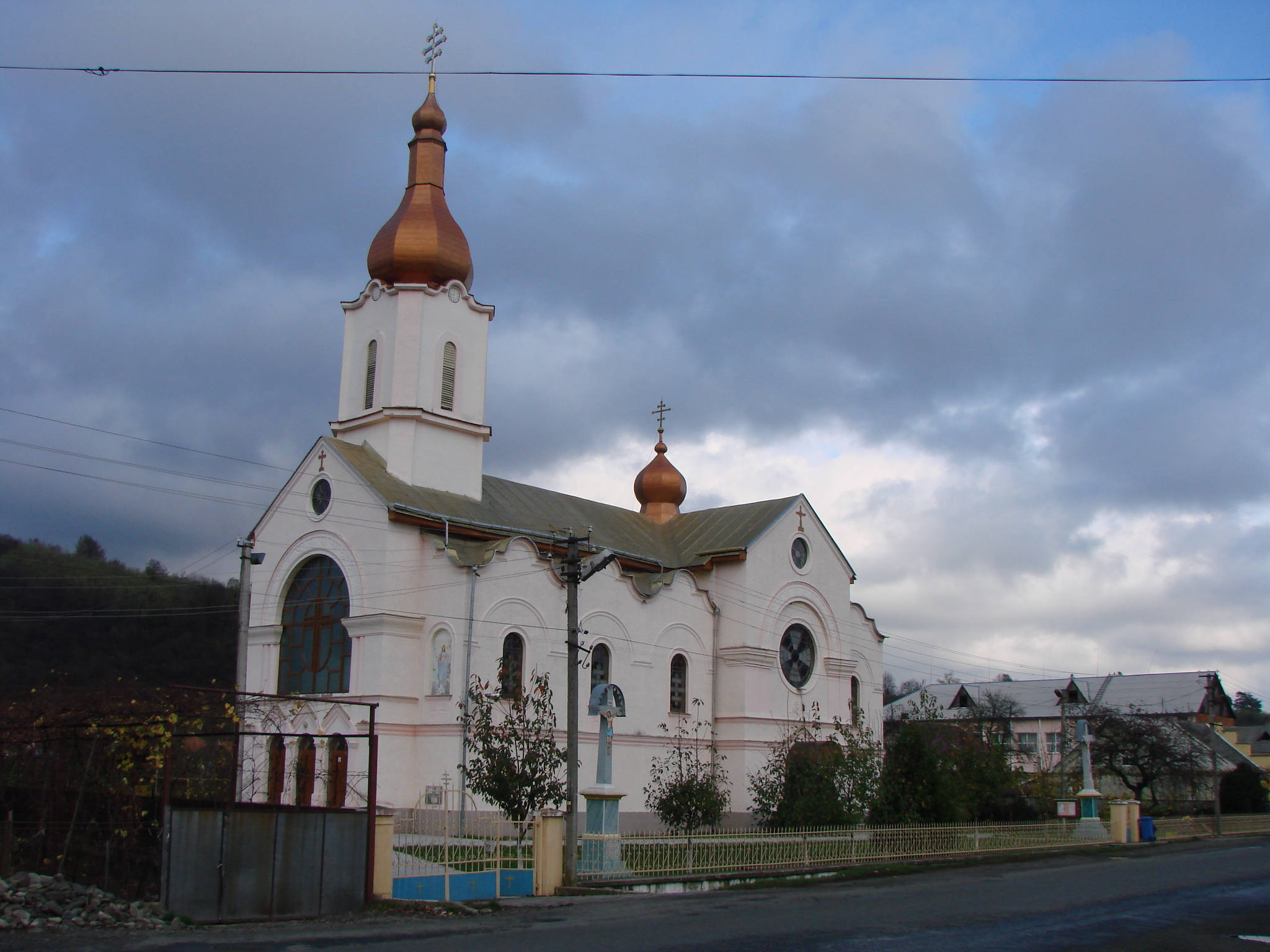
l'église du Prophète Elija classée[4].